# Pierre Brandon
Pour les articles homonymes, voir Brandon.
Pierre Brandon, né le 1er juin 1915 à Tunis (Tunisie), mort le 15 août 2003 à Lagny-sur-Marne (Seine-et-Marne) est un avocat français, militant communiste, résistant, membre du Front national dont il est responsable à Toulouse, à Lyon puis dans les Bouches-du-Rhône ; un des fondateurs des journaux communistes résistants La Marseillaise et Le Patriote Martiguais.

## Vie et études
Son père, originaire d’Amsterdam, était un petit marchand de chaussures. Pierre Brandon entame des études de droit à Alger.
En 1934, il est inconnu des services de police et encore étudiant; alors, il sert de relais entre le Parti communiste en Algérie et les organisateurs métropolitains de la manifestation du 12 février.
Il travaille ensuite en France au cabinet de Me de Moro-Giafferi. Il collabore aussi au groupe parlementaire communiste et publie des articles dans le Correspondant parlementaire.
Sous l'occupation, il rejoint la Résistance. Après la Libération, il reprend ses activités d’avocat et milite notamment au Secours populaire français.
Il passe la fin de sa vie à Villiers-sur-Marne (Val-de-Marne) et meurt au centre hospitalier de Lagny-sur-Marne.

## Résistance
Mobilisé au début de la guerre, il se retrouve secrétaire du général qui dirige l’intendance de la région militaire à Cahors. Démobilisé en juillet 1940, il se réfugie alors à Toulouse et pendant la Résistance est contacté par Georges Marrane et opère ensuite en zone sud. Il choisit le pseudonyme de « Balzac » et devient successivement responsable du Front national à Toulouse et à Lyon. Parce qu’il est poursuivi ou parce que la Résistance le commande, l’avocat se transforme dans la clandestinité en chef cuisinier, épicier, docker, inspecteur des finances, maçon, comptable ou camionneur de savonnerie.
Il arrive à Marseille en octobre 1943 et prend la suite de Marcel Guizard à la tête du Front national des Bouches-du-Rhône. Il projette de publier un journal imprimé. Le docteur Paret le met en contact avec Eugène Tournel, imprimeur à Aix-en-Provence, pour concrétiser ce projet. Ainsi, est créée La Marseillaise, « organe du Front national des Bouches-du-Rhône ». Le premier numéro, daté du 1er novembre 1943, paraît à 15 000 exemplaires. Brandon en rédige et fait imprimer les premiers numéros.
Fin novembre 1943, Brandon rencontre à Martigues Georges Galdy, le responsable local du Front national. Après la parution de La Marseillaise, Galdy lui demande de faire tirer également Le Patriote Martiguais, journal du Front national de Martigues. Deux numéros du journal eurent le temps de paraître en janvier et mars 1944 avant que l’imprimerie ne fût repérée par la Gestapo.
Dans la même période il fonde Le Patriote Niçois, dont il est nommé directeur à la Libération.
En 1944, sous la présidence de Raymond Aubrac, Pierre Brandon est l’un des cinq membres du Comité régional de Libération à Marseille en tant que représentant des FTP (Francs-Tireurs Partisans) et du Front National.

## Activités de solidarité
Avocat du Secours populaire, en 1938 et 1939 il défend les républicains espagnols réfugiés en France devant les tribunaux correctionnels du Midi ou dans les camps de concentration d’Argelès ou ailleurs.
En 1948, pendant la répression de la grande grève des mineurs, il plaide en faveur des mineurs qui comparaissent devant les tribunaux.
En 1950 il visite, en Corse, pour le Secours populaire, 400 personnalités antifranquistes qui y sont mises en résidence forcée. Il est ensuite l’un des fondateurs et dirigeants et porte-parole du Comité d’Information et Solidarité d’Espagne.
Après deux ans de campagnes, il obtient la libération de survivants du group Manouchian (le groupe Affiche Rouge).
Durant les guerres d’Indochine et d’Algérie, devant les tribunaux militaires français, y compris ceux siégeant en Allemagne, il plaide pour les appelés qui refusent d’aller en guerre.
Durant la guerre de Viêtnam, il co-anime des campagnes de solidarité avec ce pays.
Lié à ceux qui luttait clandestinement contre Mussolini, il compte de nombreux amis en Italie et en 1963, à la suite du catastrophe du barrage de Vajont, il y va apporter la solidarité du Secours populaire aux habitants de Longarone et ses environs.

## Activités culturelles
Pierre Brandon est l’un des animateurs du musée de la Résistance Nationale de Champigny.
Il a écrit deux romans et un livre de mémoires :
- Le sang et le ciment, Éditions du Pavillon, Paris,1965
- Le rendez-vous de Capri, Paris 1979
- Coulisses de la Résistance, Éditions L’Harmattan, Paris, 1994

## Honneurs
Le 31 mars 1947 il est médaillé de l’Ordre de la Libération. Il est également médaillé de la Résistance et Croix de guerre. Vincent Auriol lui décerne l’insigne de Chevalier de la Légion d’Honneur en tant qu’« organisateur remarquable et infatigable » n’ayant « pas cessé de se consacrer entièrement au mouvement de la Résistance intérieure » donnant à « ses camarades l’exemple de du courage et du dévouement ».